# Gerard Deulofeu
Gerard Deulofeu Lázaro (n. 13 martie 1994) este un fotbalist spaniol care joacă pentru Udinese Calcio din Serie A pe postul de atacant sau mijlocaș.

## Carieră
Născut în Riudarenes, Catalonia, Deulofeu a debutat la FC Barcelona prin academia La Masia în 2003, la vârsta de doar 9 ani. În 2005 a fost promovat la echipa U-13. Pe 2 martie 2011, fiind încă înrolat la echipa de juniori, și-a făcut debutul său la echipa B, într-o victorie cu 4-1 în fața lui Córdoba CF în Segunda División, înlocuindu-l pe Eduard Oriol în  minutul 75.